# Vol Afriqiyah Airways 771
Le 12 mai 2010, le vol Afriqiyah Airways 771 s'est écrasé lors de son atterrissage à Tripoli, à 6 h 10 heure locale (4 h 10 UTC). L'Airbus A330 effectuait une liaison international régulière entre l'aéroport international OR Tambo de Johannesbourg, en Afrique du Sud, et l'aéroport international de Tripoli, en Libye.
Sur les 104 personnes présentes à bord, seul un enfant de 9 ans a survécu au crash. Les restes de l'appareil ont été retrouvés à quelques centaines de mètres du seuil de piste 09,.
C'est le deuxième accident aérien le plus meurtrier impliquant un Airbus A330, après celui du vol Air France 447, survenue l'année précédente, ainsi que le deuxième plus meurtrier ayant eu lieu sur le sol libyen. C'est aussi le premier accident mortel impliquant un appareil d'Afriqiyah Airways.

## Avion et équipage
L'appareil impliqué était un Airbus A330-202, immatriculé 5A-ONP (MSN 1024), de la compagnie aérienne Afriqiyah Airways. Il a été livré neuf en septembre 2009 à la compagnie aérienne libyenne Afriqiyah Airways et avait effectué environ 420 vols, ce qui représentait dans les 1 600 heures de vol, au moment du crash. Ce biréacteur long-courrier était motorisé par deux CF6-80E1 de General Electric. Sa configuration était de 200 sièges en classe économique et 30 en classe business.
L'équipage du vol 771 était composé du commandant de bord Yousef Bashir Al-Saadi (57 ans), embauché par Afriqiyah Airways en 2007 et totalisant 17 016 heures de vol, du copilote Tareq Mousa Abu Al-Chaouachi (42 ans), qui totalise 4 216 heures de vol, et d'un copilote de relève, Nazem Al-Mabruk Al-Tarhuni, (37 ans), qui totalise 1 866 heures de vol. Les trois membres d'équipage totalisaient 516 heures sur l'Airbus A330.
Ce vol particulier transportait 93 passagers et 11 membres d'équipage. La plupart des passagers étaient des citoyens néerlandais revenant de vacances en Afrique du Sud.

## Déroulement du vol

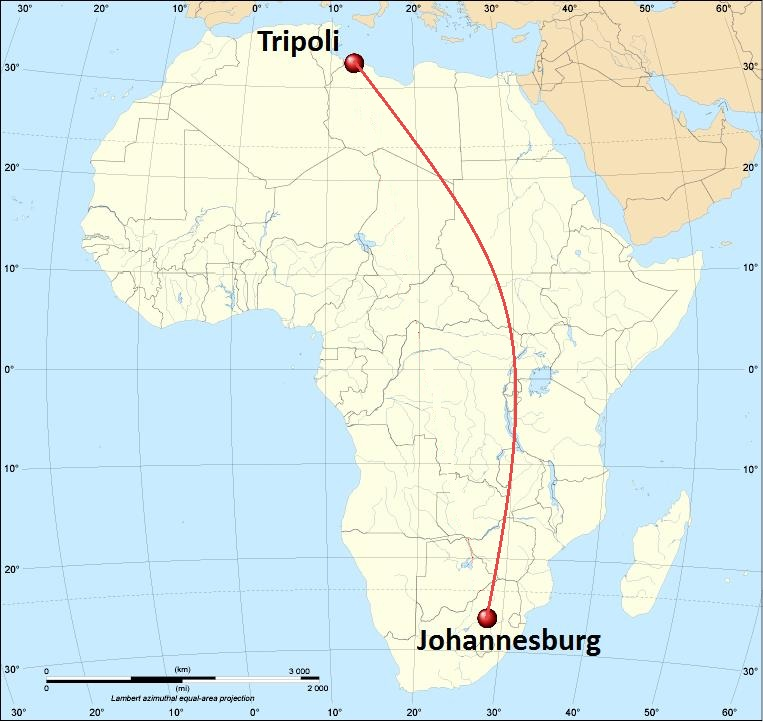
Carte représentant la route du vol 771.

Le vol 771 a décollé de l'aéroport international OR Tambo, desservant Johannesbourg, en Afrique du Sud. Sa destination était l'aéroport international de Tripoli, en Libye.
À 5 h 29, le commandant a contacté le contrôle aérien de Tripoli. Le contrôleur a autorisé le vol 771 pour une approche directe vers Tripoli, en se servant de la balise de localisation « TW » présente sur la piste principale de l'aéroport (piste 09/27), qui mesure 3 600 m de long. Il a également signalé des données météorologiques au vol 771 et a également autorisé le vol à descendre. Le contrôleur a également dirigé l'avion pour un atterrissage, en effectuant l'approche depuis l'Est, sur la piste 09.
À 5 h 58, l'équipage contacte le contrôleur tour, qui leur a demandé de poursuivre l'approche et de signaler une fois la piste en vue.
En route vers la balise de localisation « TW », l'équipage a discuté de la procédure d'approche qu'il utiliserait, au moment où la procédure d'atterrissage aurait déjà dû être choisie. Lorsque la procédure d'atterrissage a été sélectionnée, le copilote a immédiatement entamé la procédure, et l'avion a entamé sa descente finale pour l'atterrissage trop tôt, avant la balise « TW », là où l'approche finale aurait dû commencer. Les autres pilotes n'ont pas remarqué l'erreur. De plus, l'équipage n'a acquis aucune référence visuelle au sol avant d'amorcer son approche pour l'atterrissage.
À 6 h 00, le vol 771 a dépassé la balise « TW » à une altitude de 1 000 pieds (304 m), soit 200 pieds en dessous de l'altitude prescrite pour cette approche. Alors que l'A330 approchait de l'altitude de décision de 720 pieds (219 m), le commandant de bord a ordonné de poursuivre la descente, même s'il n'y avait aucun visuel sur la piste 09.
À 6 h 01, l'A330 était descendu à 280 pieds (85 m) au-dessus du sol, lorsque le système d'avertissement et d'alarme d'impact (TAWS) a déclenché une alarme dans le cockpit. Le commandant de bord a immédiatement ordonné une remise des gaz et le pilote automatique a été désactivé.
Le copilote a ensuite relevé le nez de l'avion pendant 4 secondes et les manettes de poussée ont été réglées sur la puissance de remise des gaz. L'avion s'est alors cabré jusqu'à 12,3° et l'équipage a rentré le train d'atterrissage et les volets. Peu de temps après, le copilote a commencé à effectuer des actions à piquer, ce qui a amené l'avion à réduire son assiette à cabrer à 3,5°. L'assiette de l'avion requise lors de la remise des gaz n'a pas été maintenue et les instructions du directeur de vol n'ont pas été suivies. Le commandant de bord et le copilote ont ensuite effectué des actions sur le manche latéral de l'avion en même temps, ce qui semblait avoir pour but d'aider le commandant de bord à piloter l'avion. Cette action a cependant semé la confusion quant à savoir qui pilotait réellement l'avion. 

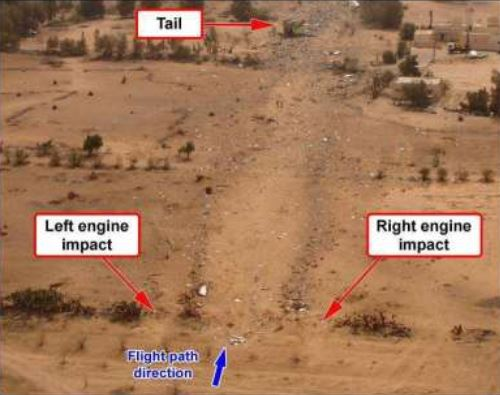
Prise de vue aérienne du site de l'accident.

L'avertisseur de proximité du sol (GPWS) a alors déclenché de multiples alarmes, alors que l'avion perdait de plus en plus d'altitude, et le copilote a répondu par une forte action à piquer. Puis le commandant de bord a repris les commandes de l'avion en se servant du bouton de priorité sur le manche latéral, et a alors maintenu l'action à piquer, tandis que le copilote tirait simultanément sur son propre manche latéral. Deux secondes avant l'impact avec le sol, l'A330 se trouvait à 180 pieds (55 m) au-dessus du sol. Le commandant de bord tire alors complètement son manche latéral vers l'arrière, ce qui suggère que les deux pilotes étaient conscients de l'imminence de l'impact de l'avion avec le sol. Deux secondes plus tard, le vol 771 s'est écrasé au sol à une vitesse de 262 nœuds (485 km/h), à environ 1 200 mètres de la piste 09, à l'extérieur du périmètre de l'aéroport. L'appareil a été complétement détruit par la violence de l'impact, laissant une traînée de débris de 800 m de long. 
Les conditions météorologiques au moment de l'accident étaient caractérisées par un vent faible, une visibilité réduite et une couverture nuageuse dense sur l'aéroport. Lors de l'approche finale et jusqu'au moment de l'accident, les pilotes n'ont rien signalé de particulier au contrôle aérien. 
Lors du crash, l'avion a endommagé une maison au sol. Le propriétaire, son épouse et leurs cinq enfants s'en sont sortis indemnes. La maison et une mosquée voisine devaient être démolies dans le cadre des plans d'agrandissement de l'aéroport. Le premier corps d'un passager non libyen a été rapatrié aux Pays-Bas le 27 mai 2010 ; puis le 21 juin 2010, les autorités libyennes ont commencé à nettoyer le site de l'accident du vol 771.

## Bilan

### Victimes
Les passagers à bord du vol 771 étaient de différentes nationalités. Les onze membres de l'équipage étaient tous libyens. Un des passagers, Bree O'Mara (en) avait la double nationalité sud-africaine et irlandaise. La liste suivante reflète la nationalité des passagers des victimes de la compagnie aérienne. La compagnie aérienne a publié le manifeste le matin du 15 mai 2010 ; la compagnie aérienne a alors envoyé la liste à plusieurs ambassades concernées. 
| Nationalité    | Tués      | Tués     | Survivants | Total |
| Nationalité    | Passagers | Équipage | Survivants | Total |
| -------------- | --------- | -------- | ---------- | ----- |
| Pays-Bas       | 67        | –        | 1          | 68    |
| Libye          | 2         | 11       | –          | 13    |
| Afrique du Sud | 13        | –        | –          | 13    |
| Belgique       | 4         | –        | –          | 4     |
| Autriche       | 2         | –        | –          | 2     |
| Royaume-Uni    | 1         | –        | –          | 1     |
| France         | 1         | –        | –          | 1     |
| Allemagne      | 1         | –        | –          | 1     |
| Zimbabwe       | 1         | –        | –          | 1     |
| Inconnu        | 1         | –        | –          | 1     |
| Total          | 92        | 11       | 1          | 104   |

Parmi les passagers, 42 devaient continuer vers Düsseldorf, 32 vers Bruxelles, sept vers Londres et un vers Paris. Onze des passagers avaient la Libye comme destination finale. Sur les 71 passagers identifiés comme néerlandais par le ministère néerlandais des Affaires étrangères, 38 voyageaient avec l'agence de voyages Stip, 24 voyageaient avec l'agence de voyages Kras et 9 avaient réservé leurs billets de manière indépendante. L'une des victimes néerlandaises était Joëlle van Noppen (en), chanteuse de l'ancien girl group néerlandais WOW! (en).

### Survivant
Seul un enfant de nationalité néerlandaise de 9 ans a survécu à l'accident. Nommé Ruben van Assouw, il est originaire de Tilburg (sud des Pays-Bas). Les sauveteurs ont trouvé le garçon dans son siège, nu, la violence du choc ayant complètement arraché ses vêtements. Il revenait d'un safari avec ses parents et son frère, qui sont tous morts lors de l'accident.
Maxime Verhagen, le ministre des affaires étrangères des Pays-Bas a signalé que l'enfant avait été amené en chirurgie dans un hôpital libyen pour de multiples fractures sur les deux jambes. Il n'avait aucune blessure sérieuse, pouvant mettre sa vie en danger.
Le 15 mai, il a été transféré par ambulance aérienne à l'aéroport d'Eindhoven, aux Pays-Bas. Le garçon était accompagné pendant le vol par sa tante et son oncle paternels, qui en ont ensuite obtenu la garde.

## Enquête

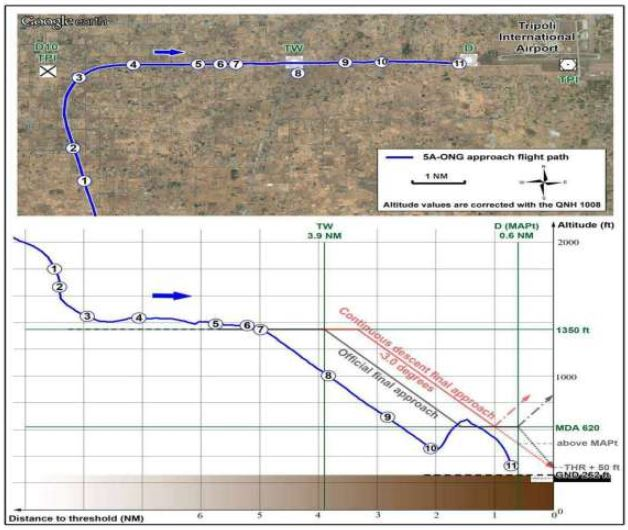
Schéma représentant la trajectoire d'approche suivie par le vol 771

L'Autorité libyenne de l'aviation civile (en) (LYCAA) a ouvert une enquête sur l'accident. Airbus a déclaré qu'il fournirait une assistance technique complète aux autorités libyennes enquêtant sur l'accident, et le ferait via le Bureau d'enquêtes et d'analyses pour la sécurité de l'aviation civile (BEA). L'Autorité de l'aviation civile sud-africaine a envoyé une équipe pour aider à l'enquête. Le BEA a contribué à l'enquête avec une première équipe de deux enquêteurs, accompagnés de cinq conseillers d'Airbus. L'Onderzoeksraad voor Veiligheid (OVV), le Bureau d'enquête pour la sécurité des transports néerlandais, a également envoyé un observateur sur place. Les enregistreurs de vol ont été récupérés et envoyés à Paris pour l'analyse des données, peu après l'accident.
Les autorités ont examiné les enregistrements effectués par l'enregistreur de paramètres (FDR). En août 2010, il a été signalé que les enquêtes préliminaires étaient terminées. Il n’y avait aucune preuve indiquant des problèmes techniques ou une pénurie de carburant. Aucun problème technique ou médical n'a été signalé concernant l'équipage et celui-ci n'a demandé aucune assistance lors de la phase d'approche.
Le 28 février 2013, la LYCAA a annoncé avoir déterminé que la cause de l'accident du vol 771 était une erreur de pilotage. La gestion des ressources de l'équipage insuffisante, les illusions sensorielles ressenties par l'équipage lors de l'approche et les actions inappropriées du copilote sur le manche latéral de l'avion ont tous été des facteurs contributifs lors de l'accident. La fatigue a également été citée comme un facteur possible ayant contribué à cette catastrophe.
Le rapport final indiquait que l'accident résultait de l'absence de plan d'action commun de l'équipage pendant l'approche, de la poursuite de l'approche finale en dessous de l'altitude minimale de descente (MDA) sans avoir de référence visuelle avec la piste, de l'utilisation inadéquates des commandes de vol pendant la remise des gaz et après l'activation du TAWS, et le manque de surveillance et de contrôle de la trajectoire de vol par l'équipage.